# Sigtuna
Sigtuna je grad u istoimenoj općini (iako je središte općine naselje Märsta) u švedskoj županiji Stockholm, smjestio se sjeverno od Stockholma.

## Stanovništvo
Prema podacima o broju stanovnika iz 2005. godine u gradu živi 7.204 stanovnika.

## Gradovi prijatelji
- Rakvere, Estonija
- Raisio, Finska

## Vanjske poveznice
- Informacije o gradu

### Ostali projekti
|  | Zajednički poslužitelj ima još gradiva o temi Sigtuna |